# Grenier médocain
Le grenier médocain est une charcuterie régionale spécifique au Médoc qui se déguste froide. Le Code des usages de la charcuterie, de la salaison et des conserves de viande en donne cette définition (2016) : « Andouille non fumée composée d'un estomac de porc farci avec d'autres estomacs de porc, des chaudins, du jambon coupé en lanières, cuite dans un bouillon de légumes, qui doit être aillé et épicé. »

## Présentation
C'est une charcuterie fort relevée, cuite au court-bouillon, bien connue et appréciée régionalement, que le Code des usages ignorait encore dans son édition 2011. Il la cite dans son article 10.1, au chapitre « Dénominations particulières », dans l'édition mise en ligne depuis début 2016 par l'IFIP (Institut du porc). Cette spécialité relève d'un savoir-faire personnel pratiqué surtout entre Saint-Estèphe et Saint-Laurent-Médoc. On peut noter que la panse (estomac, en l'occurrence) de porc farcie est, ou a été, appréciée en d'autres régions, avec diverses préparations, par exemple en Ardèche, en Alsace, ainsi qu'en Belgique.

## Préparation
La préparation du grenier médocain demande un savoir-faire, mais est simple. Le charcutier, après avoir nettoyé et dégraissé la panse du porc, l'assaisonne de sel, poivre, ail et de diverses épices, éventuellement d'épices Rabelais (marque commerciale d'un mélange d'épices indigènes, africaines et asiatiques), qui relèvent cette chair initialement fade. Il l'incise de manière à pouvoir la rouler en boule, cousue afin de rester en forme lors de la cuisson au court-bouillon. Les autres ingrédients éventuels, dont le cognac, la composition du bouillon, et le temps de cuisson relèvent de ce que les élaborateurs peuvent considérer comme un « secret de fabrication ». La préparation de cette spécialité, œuvre de charcutiers professionnels, requiert du matériel et un savoir-faire.

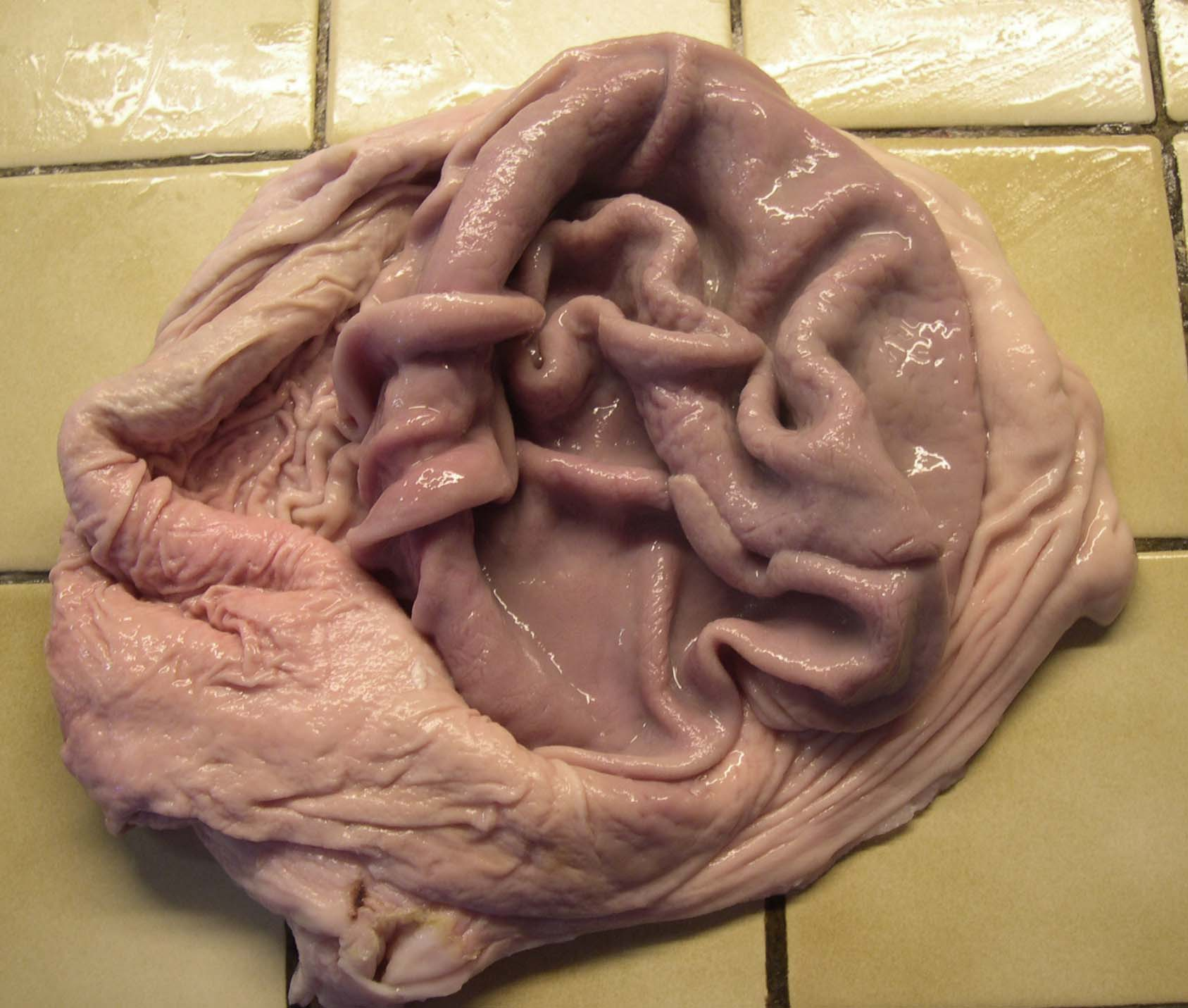
Estomac de porc nettoyé et préparé.
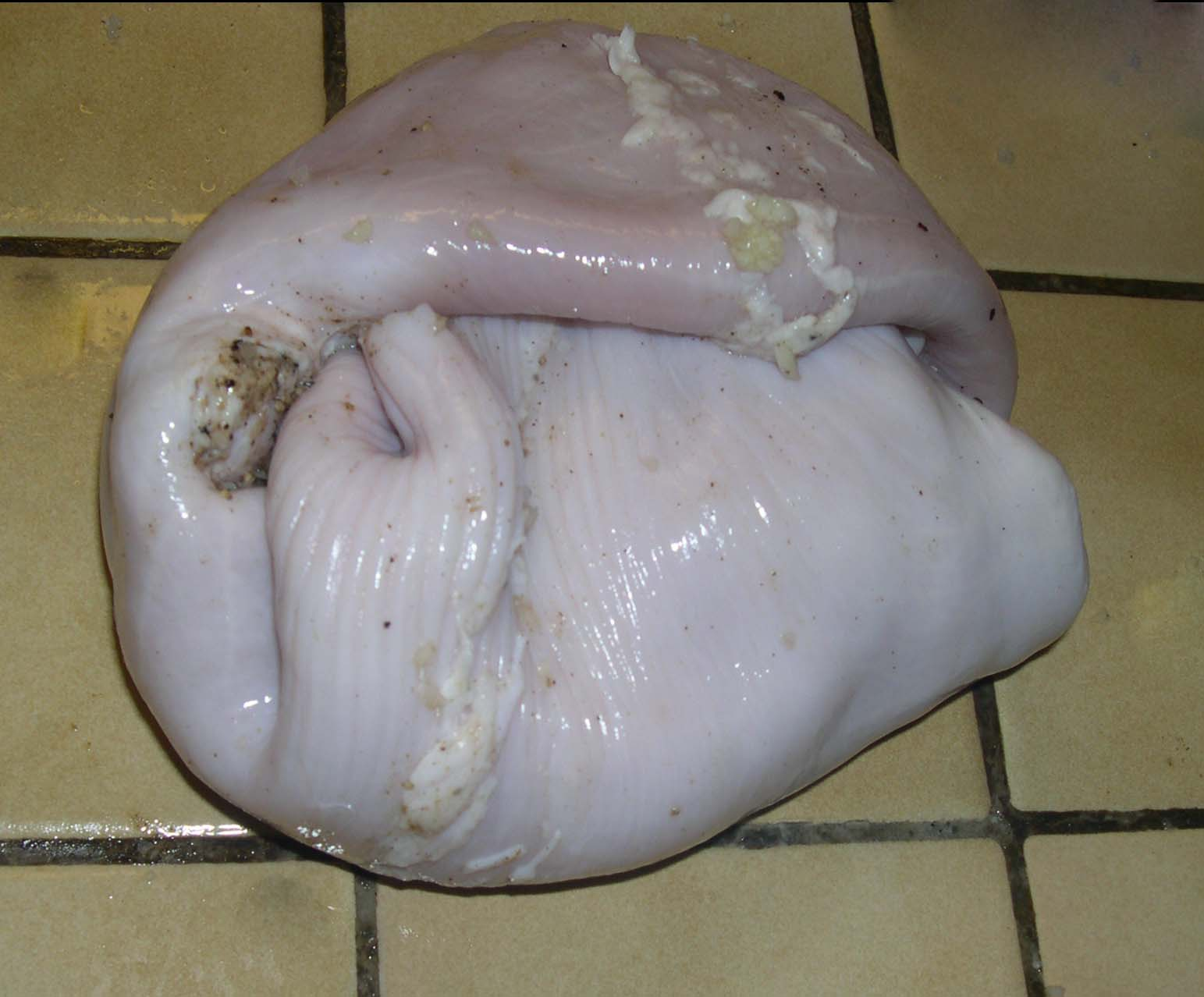
Estomac de porc assaisonné et roulé.
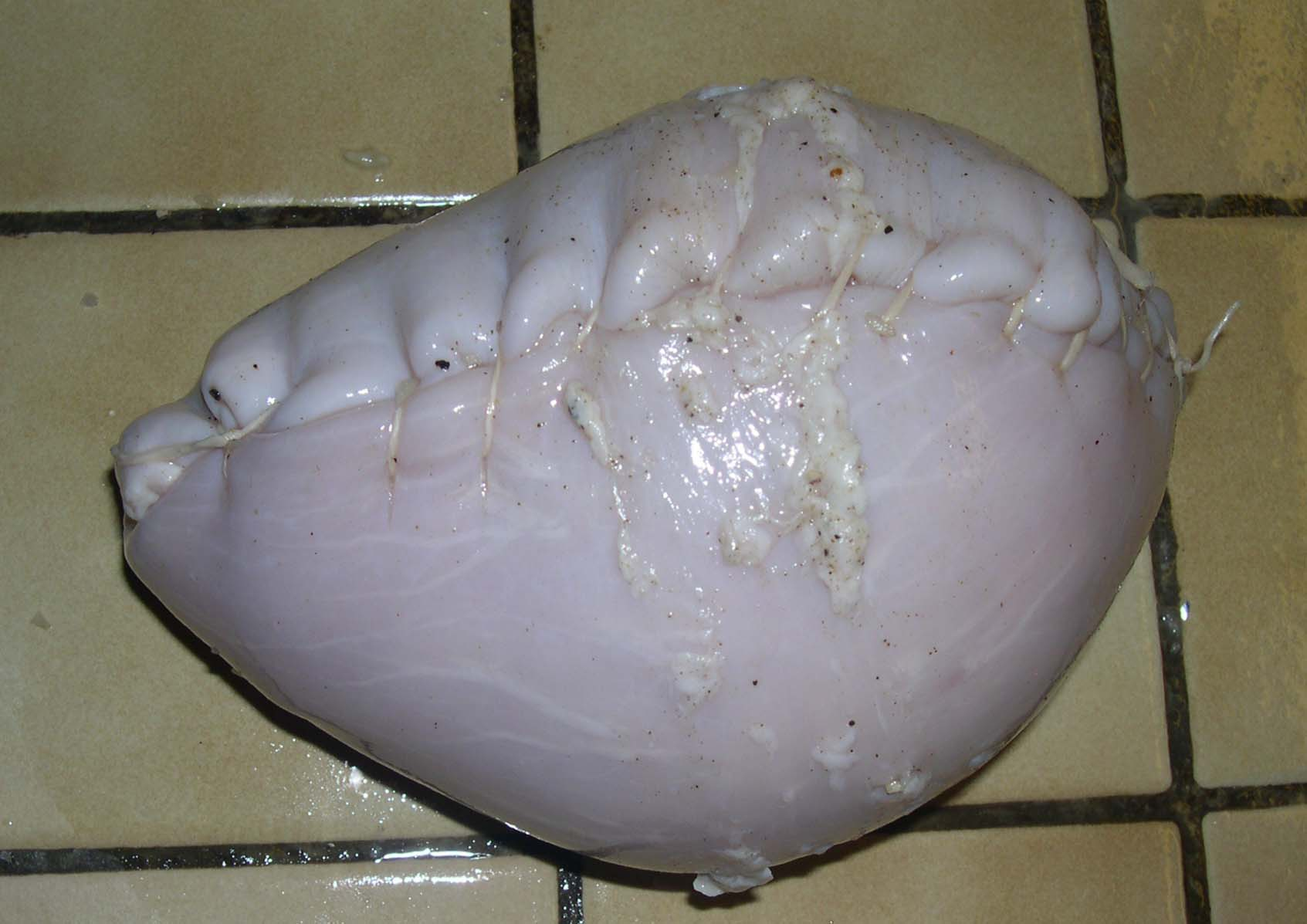
Estomac de porc prêt pour la cuisson.

## Dégustation
Le grenier médocain se mange le plus souvent froid, tranché finement. Jadis charcuterie pour le casse-croute, c'est aujourd’hui une entrée, le produit étant proposé seul ou en composition de l’assiette médocaine, avec boudin et grattons. Il peut aussi se déguster chaud, par exemple coupé en tranches fines sur des galettes de blé noir (comme les galettes à l'andouille de Guéméné) ou passé au micro-onde 1 min 30 à 2 min, accompagné d'une écrasée de pommes de terre couronnée d'une fondue d'oseille (à faire revenir à peine une minute dans de l'huile d'olive).
Le grenier médocain, très peu connu hors de la région bordelaise, étonne parfois les dégustateurs non avertis de la tendance assez banale dans le Sud-Ouest et les abords des Pyrénées à forcer sur le poivre.
Certains des jurés en majorité parisiens qui accordèrent en 2018 le diplôme de l'AAAAA au grenier médocain d'un charcutier MOF de Mérignac furent surpris au premier abord, bien qu'ayant dégusté une version qui leur fut dite par la suite tempérée.

## Accord mets/vin
L'origine de cette charcuterie indique théoriquement un choix de vins à sélectionner parmi les vins du médoc (AOC), mais on se méfiera des tannins puissants, peu fondus. Cette charcuterie peut néanmoins s'entendre avec de nombreux rouges du Sud-Ouest, du Languedoc, de Bandol, de l'univers rhodanien, relativement tanniques, assez jeunes. Les pinots noirs les plus puissants, pas forcément les plus élégants, peuvent affronter le grenier médocain de façon « dépaysante ».
Les vins trop délicats disparaissent face à ce produit à forte personnalité, parfois dosé fortement en épices que le consommateur peine un peu à analyser. Il semble difficile que des blancs ou des rosés tiennent le coup, même si puissants et, évidemment, sans charge de sucre résiduel.

## Confrérie
La Confrérie du grenier médocain a été créée en 1994 afin d'assurer la promotion de ce produit.